# مراقبة الانتخابات

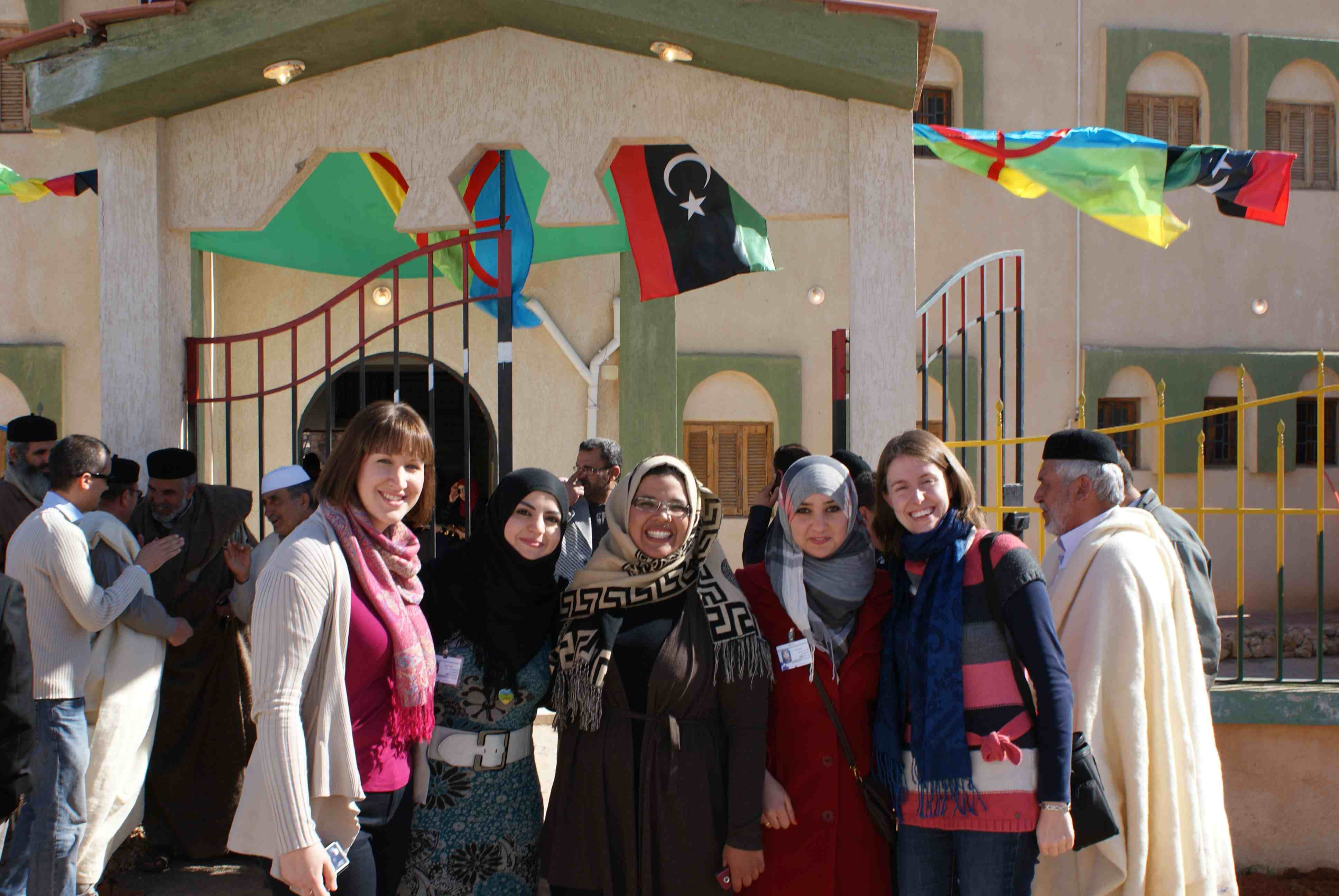
شراكة بريطانية مع مراقبين ليبيين

مراقبة الانتخابات تعني تولي جهات مستقلة إما قادمة من خارج الحكومة، محلية أو دولة،الإشراف على نزاهة الانتخابات.
وفي الغالب هنالك نوعان من مراقبي الانتخابات: مراقبون لفترة طويلة(م ف ط) ومراقبون لفترة قصيرة (م ف ق) . يراقب مراقبو
الفترة الطويلة جميع نواحي العملية الانتخابية بما في ذلك تسجيل الناخبين والدعم اللوجستي وتعيين المرشحين وإقامة الحملات
الانتخابية والاقتراع وعد الأصوات وإعلان النتائج ومعالجة الشكاوي والنزاعات ولايقتصر نشاطهم على ذلك فقط بل يقوموا
بالإشراف على عملية الانتخابات في يوم الاقتراع.